# Aeroportul Matsuyama
Aeroportul Matsuyama (IATA: MYJ, ICAO: RJOM) este un aeroport din Matsuyama, Prefectura Ehime, Japonia ce deservește zona Matsuyama. Aeroportul a fost tranzitat în 2023 de 2.749.946 de pasageri. A fost deschis în 1943 și numit după zona deservită.
Situat la o altitudine de 4 m, aeroportul dispune de 1 pistă. Este operat de Ministry of Land, Infrastructure, Transport and Tourism⁠(d).

## Infrastructură

### Piste
Aeroportul dispune de o singură pistă. Pista 14/32 are suprafața de asfalt și dimensiunile 2.500 m × 45 m. 